# دنیس رالستون
 ریچارد دنیس رالستون (انگلیسی: Dennis Ralston؛ زاده ۲۷ ژوئیهٔ ۱۹۴۲) یک تنیس‌باز اهل ایالات متحده آمریکا است.